# Thảm họa Heysel
Thảm họa Heysel, hay Thảm họa sân Heysel, là thảm họa bạo lực bóng đá xảy ra trên sân vận động Heysel tại Brussels, Bỉ, ngày 29 tháng 5 năm 1985. Một bức tường của sân vận động đã sụp đổ trong trận đấu bóng đá chung kết cúp C1 châu Âu năm 1985, giữa câu lạc bộ Liverpool F.C. của Anh và Juventus F.C. của Italia. 39 người bị thiệt mạng, chủ yếu là các cổ động viên bóng đá người Italia.

## Diễn biến
Một giờ đồng hồ trước khi trận đấu bắt đầu, cổ động viên Liverpool vượt qua hàng rào (ngăn giữa khu cổ động viên trung lập và khu cổ động viên của Liverpool) và gây sự. Các cổ động viên Juventus trong khu cổ động viên trung lập (do công tác quản lý sân kém nên khu cổ động viên trung lập lại có cả cổ động viên của Juventus) buộc phải rút lui, tạo áp lực lên một bức tường xiên, bức tường này đã đổ lên đầu họ. 39 người chết, trong đó 32 người từ Ý, 4 người Bỉ, 2 người Pháp và 1 người Bắc Ireland. Gần 600 người bị thương. Trận đấu vẫn tiếp diễn dù tai họa đã xảy ra. Michel Platini ghi bàn duy nhất trên chấm phạt đền giúp Juventus giành cúp. Các cầu thủ Juventus cầm cúp diễu quanh sân sau trận đấu và trở về Ý trong hào quang ngày hôm sau. Có lẽ họ không hề biết thảm họa xảy ra lúc đó, các quan chức Juve đã cố tình giấu nhẹm. Sau này, ban lãnh đạo Juve cố quên rằng thảm họa này xảy ra, họ coi nhắc lại chuyện đó là một điều cấm kị, bỏ mặc các gia đình nạn nhân đi tìm công lý. Chính vì sự cố tình che đậy này mà các CĐV đối địch của Juve là Fiorentina hay Napoli thỉnh thoảng vẫn hô vang "Heysel" nhằm công kích Juve. 
"Thật buồn là thế hệ CĐV trẻ của Juve gần như không biết điều gì xảy ra. Một số người nghĩ điều đó xảy ra là do bức tường đổ, mà không rõ nguyên nhân đằng sau đó", Simone Stenti, một CĐV đã thoát chết khỏi thảm họa xảy ra ở khu khán đài Z năm đó, nói. Nguyên nhân không chỉ từ sự hiếu chiến của những hooligan xứ sương mù mà còn từ sự tắc trách của UEFA và những nhà tổ chức trận đấu. Ban đầu, họ để trống khu Z để tách biệt CĐV hai đội nhưng sau đó họ vẫn bán vé cho các CĐV Ý vào đó.
Gần đây, Juve có những hành động nhằm gỡ tấm màn che đậy thảm họa. Chủ tịch Andrea Agnelli của Juve, vào năm 1985 mới có 9 tuổi, hoàn toàn ở một thế hệ khác, đưa sợi dây ra kết nối lại. Tuần trước, ở phút 39 trận đấu giữa Juve và Napoli trong khuôn khổ Serie A, các CĐV Juve ở khán đài phía nam sân Juventus Stadium đứng dậy giơ bảng tên 39 nạn nhân Heysel. Một biểu ngữ được trưng lên: "Không ai thực sự chết nếu họ vẫn sống mãi trong trái tim của những người còn sống".
39 ngôi sao đã được đặt vị trí nổi bật bên ngoài sân bóng của Juve, một cuộc tưởng niệm lớn với sự có mặt của các thành viên đội bóng hiện tại, cựu cầu thủ và gia đình các nạn nhân diễn ra vào hôm nay ở Turin. Có cả phái đoàn quan chức của Liverpool do tiền đạo Ian Rush dẫn đầu đến dự. Rush đã khoác áo cho cả hai đội bóng. Lễ tưởng niệm cũng sẽ diễn ra ở sân Anfield của Liverpool và tại Brussels.
Nhiều người cho rằng nỗ lực không ngừng của hội gia đình các nạn nhân Heysel trong 30 năm qua đã thúc đẩy ban lãnh đạo Juve công nhận lễ tưởng niệm một cách chính thức. Nhưng hội vẫn chưa dừng lại: "Chừng nào họ chưa được thừa nhận như anh hùng dân sự thì chương đau thương này còn chưa khép lại. 39 người chết vô tội mà thậm chí chẳng ai biết tên họ", Andrea Lorentini nói.
Trong nhiều năm, Andrea và ông nội Othello lãnh đạo hội đưa những người phải chịu trách nhiệm và 14 CĐV Liverpool ra tòa án ở Bỉ. Cha của Andrea là ông Roberto Lorentini, một bác sĩ đã chết trong thảm họa Heysel. Thay vì chạy để thoát thân, ông ở lại cứu những người đồng hương và cùng chung số phận với họ.

## Hậu quả
Hậu quả, các câu lạc bộ bóng đá Anh bị một lệnh cấm vô thời hạn của Liên đoàn bóng đá châu Âu đối với việc tham gia bất kì một cuộc thi đấu nào của châu Âu. Lệnh cấm này được gỡ bỏ sau 5 năm, trừ Liverpool F.C. phải chịu thêm 3 năm (thực tế chỉ phải chịu thêm 1 năm). Và nền bóng đá xứ sở sương mù phải trả giá đắt hơn bằng sự lạc hậu không thể cứu vãn so với các cường quốc bóng đá trong khu vực. Điều này thể hiện rất rõ qua các con số. Trong 14 năm trước thảm họa (1970-1984), bóng đá Anh đoạt 7 Cup C1, 2 Cup C2, và 6 chiếc Cup C3. Còn 14 năm sau khi trở lại với đấu trường châu lục (1990-2004), quê hương của bóng đá chỉ được đón nhận có 1 Cup C1, 3 Cup C2, và 1 Cup C3. Đó chính là hậu quả không thể lường hết của bạo lực.
Thảm họa này đã được gọi là "giờ đen tối nhất trong lịch sử các cuộc đấu UEFA."
UEFA cũng bị chỉ trích bởi những sai lầm của họ: Không có kế hoạch kiểm soát hooligan. Xem thường công tác phân phối vé, để quá nhiều vé tuồn ra ngoài. Sử dụng SVĐ quá cũ kỹ cho một sự kiện quan trọng (Heysel được xây từ năm 1930), hậu quả là tường rào không chịu được sức ép từ các cổ động viên.